# Лейсаола, Хесус Мария
Хесус Мария де Лейсаола Санчес (род. 7 сентября 1896 Сан-Себастьян Королевство Испания — 16 марта 1989 Сан-Себастьян Королевство Испания) — баскский политик. Леендакари в изгнании с 1960 по 1978.

## Биография

### Образование
Он закончил обучение в знаменитом Colegio del Buen Consejo в Лекаросе (Наварра) и получил высшее образование по юриспруденции в Университете Вальядолида, который окончил в 1915 году. В том же году он присоединился к провинциальному совету Гипускоа в качестве юриста. участие в различных усилиях и переговорах с центральным правительством и в автономистских требованиях 1917 года. В 1918 году он был секретарем Католического центра Сан-Себастьяна и, как таковой, участвовал в проведении Первого конгресса баскских исследований, предоставив места для центра. В 1919 году он получил должность главы казначейского отдела городского совета Бильбао. Во время III Конгресса баскских исследований, проходившего в Гернике в 1922 году, он был замешан в печально известном инциденте, когда участвовал, воспользовавшись прибытием Альфонсо XIII, в пробаскской университетской демонстрации, за которую был заключен в тюрьму.

### Монархия и Вторая республика
Он вмешался в возобновление Экономического соглашения в 1925 году и в кредитное дело Горнодобывающего союза, организации, которой он руководил как ликвидатор, по постановлению суда и в которой он оставался юридическим советником в течение шести лет. Он был делегатом гипускоанцев на первом конгрессе профсоюза STV (Эйбар, 1929 г.) и лидером Solidaridad de Empleados Vascos. Занимал должности (советника Эузкади) в прессе ПНВ.
Он начал свою политическую карьеру в качестве депутата от PNV в испанских кортесах во время Второй республики. В частности, он был избран депутатом от Гипускоа в 1931 году по кандидатуре коалиции католиков и фуэристов, защищавшей Статут Эстеллы.
В дебатах по всему проекту Конституции 1931 года он был представителем баскско-наваррского меньшинства. В своей речи он сказал, что «впервые в конституционной истории можно сказать, что в кортесах присутствует целостность политического представительства баскского народа; да, разделенного на группу большинства, которую мы составляем, и меньшинство, которое распределяется этими банками». И затем он подчеркнул, что проект Конституции допускает давая канал фундаментальному стремлению басков, которое на протяжении девяноста двух лет заключалось в восстановлении в качестве собственного политического тела этой политически существующей личности эффективным способом и с эффективными полномочиями до 1839 года.

#### Позиция
Лейсаола также критиковал ЭТА, организацию, возникшую в 1958 году среди молодых баскских националистов, которые считали оппозицию, осуществляемую баскским правительством в изгнании, слишком вялой и искали более активную оппозицию. Когда в 1960-е годы ЭТА начала совершать насильственные действия и убийства, Лейсаола публично осудил использование терроризма как метода политической борьбы. Однако во время Бургосского процесса, великого судебного процесса, который режим Франко возбудил против ЭТА в 1970 году, он возглавил делегацию правительства Басков, которая посетила Ватикан с просьбой, чтобы Святой Престол выступил посредником с правительством Испании, чтобы суд был публичным и впоследствии смертные приговоры не были приведены в исполнение.
В апреле 1974 года стало известно, что он въехал в Испанию под вымышленным именем на один день и принял участие в тайном праздновании Aberri Eguna (Дня баскской родины) в Доме собраний Герники. Однако сама заинтересованная сторона опровергла это в интервью, данном журналисту Висенте Талону в правительственной газете «Пуэбло», указав, что у него было официальное разрешение, и выразил похвалу за то, как был восстановлен разбомбленный город.

### Переходный период и восстановление автономии
За несколько дней до смерти Франко, когда уже было известно, что его ситуация необратима, Лейсаола был приглашен в специальную программу на французском телевидении, чтобы обсудить будущее Испании после Франко. В этой исторической телевизионной программе Фернандо Валера, Федерика Монтсени, Федерико Мельчор, Макс Галло, Гонсало Фернандес де ла Мора, Хавьер Карвахаль, Мигель Бойер и будущий министр Лойола де Паласио, тогда ещё студентка, участвовали в качестве постоянных клиентов вместе с Лейсаолой и другими После смерти Франко 20 ноября 1975 года начался политический период, известный как переходный период, в ходе которого авторитарный режим Франко постепенно трансформировался в демократический режим и наконец была восстановлена автономия в Стране Басков. В этот период Лейсаола стал проводить больше времени во франко-баскской стране, чем в Париже, чтобы быть ближе к баскской политической среде и иметь возможность встретиться с её основными действующими лицами.
Однако правительство Эузкади в изгнании осталось нераспущенным, когда в 1978 году был сформирован Генеральный совет Басков, возникший на основе Ассамблеи баскских парламентариев. Генеральный совет Басков отвечал за управление предавтономным режимом, который Мадрид предоставил Стране Басков. Отношения между первым Генеральным советом Басков под председательством социалиста Рамона Рубиалаи правительство Эузкади в изгнании не были полностью сердечными и не были свободны от некоторой напряженности, поскольку сосуществовали два учреждения, основанные на разных законных основаниях и зарекомендовавшие себя как представители баскского народа.
Статут Герники был одобрен на референдуме 25 октября 1979 года. 29 ноября 1979 года Конгресс депутатов одобрил Баскский статут, а 12 декабря он был ратифицирован Сенатом и вступил в силу. Всего три дня спустя, 15 декабря 1979 года, Лейсаола официально вернулся в Страну Басков после 43 лет изгнания, а офис правительства Басков в Париже был закрыт. По прибытии Лейсаоле был оказан массовый прием в Бильбао, и он стал объектом большой народной дани. 16 декабря 1979 года на мероприятии, состоявшемся в Доме собраний Герники, Лейсаола символически передал ключи от штаб-квартиры баскского правительства в Париже Карлосу Гарайкоэчеа, президенту Генерального совета басков, объявив тем самым о роспуске баскского правительства.

### Последние годы жизни
Лейсаола прожил последние годы своей жизни в Сан-Себастьяне после своего возвращения в 1979 году. На выборах в баскский парламент в 1980 году он возглавил кандидатуру ПНВ от Бискайи. Он был избран баскским парламентарием на выборах 9 марта 1980 года. В возрасте 83 лет он возглавлял старшую коллегию Баскского парламента на его первой сессии, которая была временно создана в Доме собрания Герники 31 марта 1980 года. Он был избран баскским парламентарием на выборах 9 марта 1980 года. также был первым, кто выступил с речью в баскском парламенте. В августе того же года он ушел из политической жизни. Его сменил Хосе Антонио Рубалкаба на посту баскского парламентария.
Он умер в Сан-Себастьяне от сердечного приступа в 1989 году в возрасте 92 лет.